# Chaos créateur
Pour les articles homonymes, voir Chaos.
Le chaos créateur est une expression utilisée dans théorie de la « géopolitique du chaos ». 
Selon George Friedman, le fondateur de Stratfor, « Dorénavant, les guerres ne sont plus faites pour être gagnées... » Comme elles ne sont évidemment pas davantage faites pour être perdues, cela signifie que ces « guerres » dont parle Friedman sont destinées avant tout à punir, à déstabiliser, à fragmenter, à dépolitiser, à humilier, c’est-à-dire à propager un « chaos créateur » comme mode de gouvernance de la mondialisation techno-financière ».